# Крученозубка
Крученозубка (Tortula) — рід мохів родини потієвих (Pottiaceae). Рослини роду зростають на всіх континентах. Рід містить 104 види.

## Характеристика
Рослини часто утворюють світло-зелені, зрідка чорно-зелені, жовто-коричневі або темно-коричневі угруповання. Прямовисні стебла зазвичай мають висоту від кількох міліметрів до 2 сантиметрів. Листки ланцетні, яйцеподібні, оберненояйцеподібні до лопатчатих. Краї листя часто загнуті внизу, зазвичай мають цілі краї або слабо зазубрені на кінчику. Листова жилка часто виступає у вигляді довгого гладкого скляного волоска або у вигляді коротшого кінчика, іноді закінчуючись на кінчику.
Спорофіти досить різноманітні. Коробочкові ніжки можуть бути дуже короткими або досягати 2,5 сантиметра завдовжки. Коробочка від яйцеподібної до циліндричної форми, з довгим ниткоподібним або коротким перистомом або зовсім без перистому та конусоподібною, іноді з коротким дзьобом кришечкою. У деяких видів оболонка капсули відсутня (клейстокарпічні).